# Cubo-futurismo

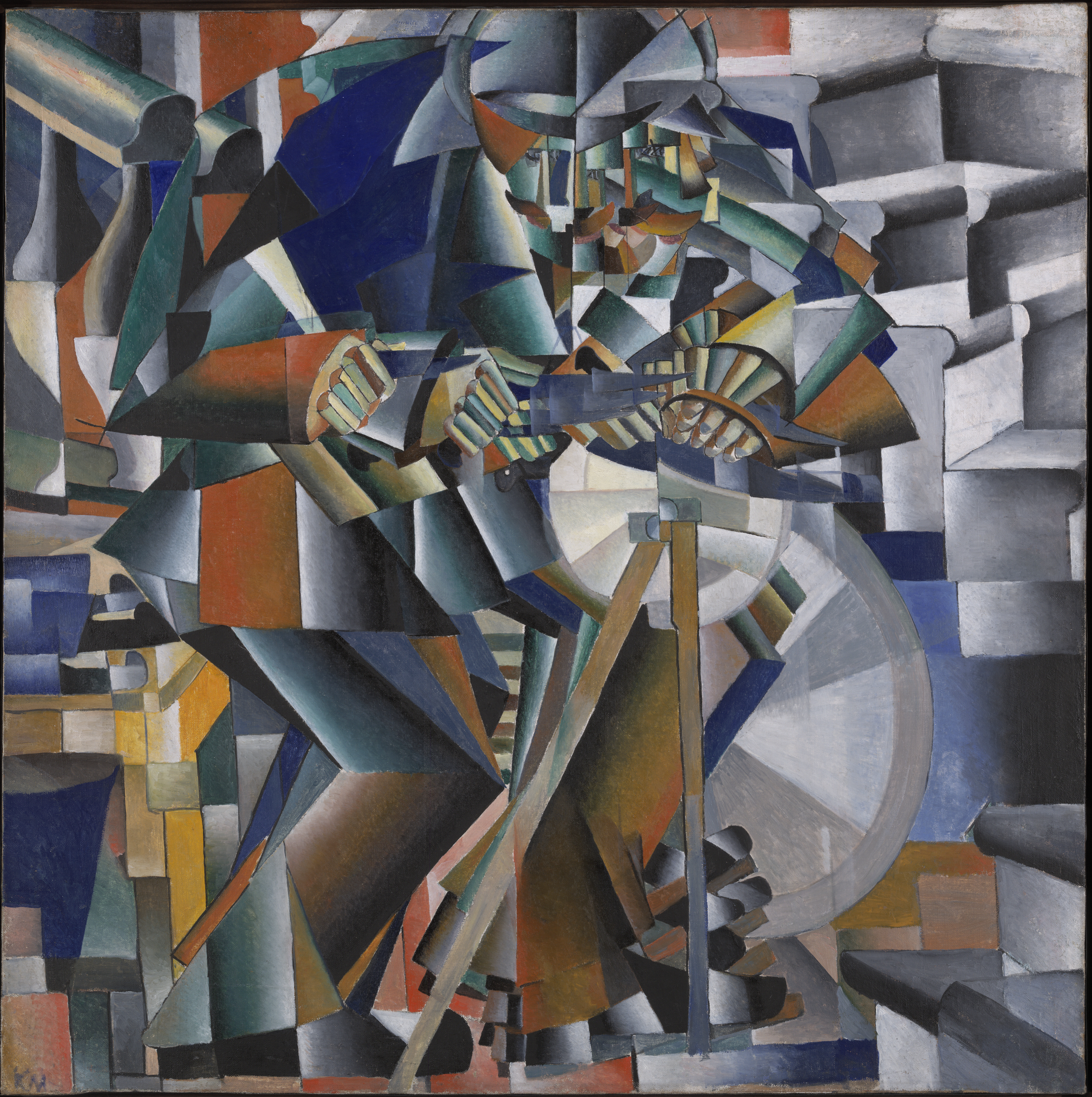
Kazimir Malevič, L'affilatore di coltelli, 1913, olio su tela, 79.5 x 79.5 cm, Yale University Art Gallery

Il cubo-futurismo è stata la principale scuola di pittura e scultura praticata dai futuristi russi.

## Storia
Quando Aristarch Lentulov tornò da Parigi nel 1913 ed espose le sue opere a Mosca, i pittori futuristi russi adottarono le forme del cubismo e le combinarono con la rappresentazione del movimento dei futuristi italiani. Kazimir Malevič sviluppò lo stile, che può essere visto nel suo L'affilatore di coltelli (firmato nel 1912, dipinto nel 1913), sebbene in seguito l'abbia abbandonato per il Suprematismo.
I seguenti artisti sono stati associati al Cubo-futurismo:
- Aleksandr Archipenko
- Wladimir Baranoff-Rossine
- Oleksandr Bohomazov
- Vladimir Burljuk
- Aleksandra Ėkster
- Natal'ja Gončarova
- Ivan Kljun
- Michail Larionov
- Ljubov' Popova
- Ol'ga Rozanova
- Sonia Terk

Gli scultori cubo-futuristi comprendono Iosif Čajkov, Boris Korolëv e Vera Muchina, tutti insegnarono alla scuola d'arte statale sovietica di Mosca, Vchutemas.